# Омарова, Наида Омаровна
Наида Ома́ровна Ома́рова (род. 19 ноября 1968, Махачкала) — российский физик, доктор физико-математических наук (2006), профессор, член-корреспондент РАО по Отделению общего среднего образования с 20 декабря 2011 года. Заслуженный деятель науки Республики Дагестан.

## Биография
Родилась 19 ноября 1968 года в городе Махачкала Дагестанской АССР. По национальности — даргинка. 
Отец, Омар Омаров — ректор Дагестанского университета (1992-2007), академик РАО, доктор физико-математических наук, профессор. 
В 1997 году защитила кандидатскую диссертацию «Кинетика формирования оптического излучения при запаздывающем возбуждении гелия в длинных трубках».
В 2006 году — докторскую диссертацию «Релаксационные процессы при высоковольтном наносекундном пробое газа в коаксиальных волноводах». Профессор.
Работает на кафедре физической электроники ДГУ.